# Wskaźnik energii zapadów
Wskaźnik energii zapadów – suma energii zapadów napięcia wszystkich zaburzeń zmierzonych
w danym punkcie sieci zasilającej w zadanym czasie pomiarów. Określany jest według następującej zależności:
{\displaystyle VSEI=\sum \limits _{i}E_{VSi},}
gdzie:
{\displaystyle E_{VSi}} – wartość energii {\displaystyle i}-tego zapadu napięcia.